# Варкентин, Иоганн
Иоганн Варкентин (нем. Johann Warkentin, в СССР Иван Абрамович Варкентин; 11 мая 1920, село Спат, ныне Гвардейское, Симферопольский район — 9 апреля 2012, Берлин) — советский и немецкий поэт, литературный критик, переводчик.
Родом из семьи немцев-меннонитов. Мать умерла, когда он был ребёнком, отец был репрессирован. C 1937 г. изучал английский язык и литературу в Ленинградском университете, с началом Великой Отечественной войны работал на Балтийском флоте военным переводчиком. В 1942 г. как немец был выслан в Сибирь на принудительные работы. Работал на лесоповале, с 1948 г. преподавал английский и немецкий язык в учебных заведениях Алтайского края.
В 1955 г. вошёл в редколлегию созданной в Барнауле газеты Arbeit (с нем. — «Труд») — первого в послевоенном СССР периодического издания на немецком языке. В 1957 г. уволен из газеты в рамках резкой критики издания со стороны Алтайского краевого комитета КПСС, принявшего постановление «Об ошибках краевой газеты „Труд“ на немецком языке», где говорилось об изоляционистской национальной политике газеты, которая «не воспитывает читателей в духе социалистического интернационализма».
Затем преподавал в высших учебных заведениях Башкирии и Казахстана, работал на немецком радиовещании в Алма-Ате, в соавторстве с Виктором Кляйном написал учебник по немецкой литературе для немецких национальных школ Казахской ССР. В Казахстане дебютировал как переводчик и литературный критик, оказав значительное влияние на становление литературы казахстанских немцев. В частности, перевёл с казахского на немецкий стихи Медеу Курманова. В 1965 году входил в состав группы советских немцев, добивавшихся воссоздания в СССР немецкой национальной автономии. В 1962 г. написал стихотворение «Ты, советская немка» (нем. Du, eine Sowjetdeutsche), ставшее программным для официальной поэзии советских немцев, декларировавшей неотделимость их национальной судьбы от истории СССР. В 1966 г. выпустил первую книгу стихов и переводов «Живи не только для себя» (нем. Lebe nicht für dich allein). С 1963 г. член Союза писателей СССР.
В 1969—1980 гг. редактор отдела литературы немецкоязычной еженедельной газеты «Нойес лебен», выходившей в Москве. Широко публиковал переводы поэзии и, в меньшей степени, прозы с русского языка и других языков народов СССР на немецкий язык. В переводе Варкентина вышла, в частности, книга «Голоса из 15 республик» (нем. Stimmen aus den 15 Republiken; 1974), переводы наряду с собственными стихами вошли и в сборник «Избранное» (нем. Gesammeltes; 1980); Герольд Бельгер называет Варкентина, наряду с Зеппом Эстеррайхером, ведущим переводчиком русской поэзии для советских немцев. В том же 1980 году была опубликована книга избранных стихотворений Варкентина в переводе на русский язык, «Осенний сбор». Также в СССР Варкентин выпустил две книги статей: «Критические статьи о литературе советских немцев» (нем. Kritisches zur sowjetdeutschen Literatur; Москва, 1977) и «Отсветы культурной истории» (нем. Streiflichter aus der Kulturgeschichte; Алма-Ата,1981).
В 1981 г. переехал в ГДР, жил в Восточном Берлине, продолжая публиковаться как переводчик с русского языка на немецкий. После распада СССР и воссоединения Германии внёс заметный вклад в культурную интеграцию новой волны немецких иммигрантов — в частности, своей книгой «Русские немцы — откуда? куда?» (нем. Russlanddeutsche – Woher? Wohin?; 1992, второе издание 2006). Выпустил новую книгу стихов «Берлинские сонеты русского немца» (нем. Russlanddeutsche Berlin-Sonette; 1996), сборники избранных стихов и переводов.
В 2002 г. удостоен Креста на ленте Ордена «За заслуги перед Федеративной Республикой Германия».